# Aree naturali protette delle Marche
Elenco delle aree naturali protette delle Marche

## Parchi nazionali
- Parco nazionale dei Monti Sibillini
- Parco nazionale del Gran Sasso e Monti della Laga

## Parchi regionali
- Parco naturale regionale del Monte San Bartolo
- Parco naturale regionale del Sasso Simone e Simoncello, condiviso con l'Emilia-Romagna
- Parco naturale regionale della Gola della Rossa e di Frasassi
- Parco regionale del Conero

## Riserve naturali statali
- Riserva naturale dell'Abbadia di Fiastra
- Riserva naturale Montagna di Torricchio
- Riserva naturale statale Gola del Furlo

## Riserve naturali regionali
- Riserva naturale regionale orientata di Ripa Bianca
- Riserva naturale regionale Sentina
- Riserva naturale regionale del Monte san Vicino e Monte Canfaito

## Aree Natura 2000
- Zone di protezione speciale delle Marche